# Acacia heterophylla
Acacia heterophylla  ist eine Pflanzenart in der Unterfamilie der Mimosengewächse (Mimosoideae) innerhalb der Familie der Hülsenfrüchtler (Fabaceae). Sie ist ein Endemit auf der Insel Réunion im Indischen Ozean und dort örtlich Tamarin des Hauts, Mountain tamarind, (unzulässig direkt ins Deutsche übersetzt „Bergtamarinde“) tamarin de la Réunion, chêne de Bourbon genannt.

## Beschreibung

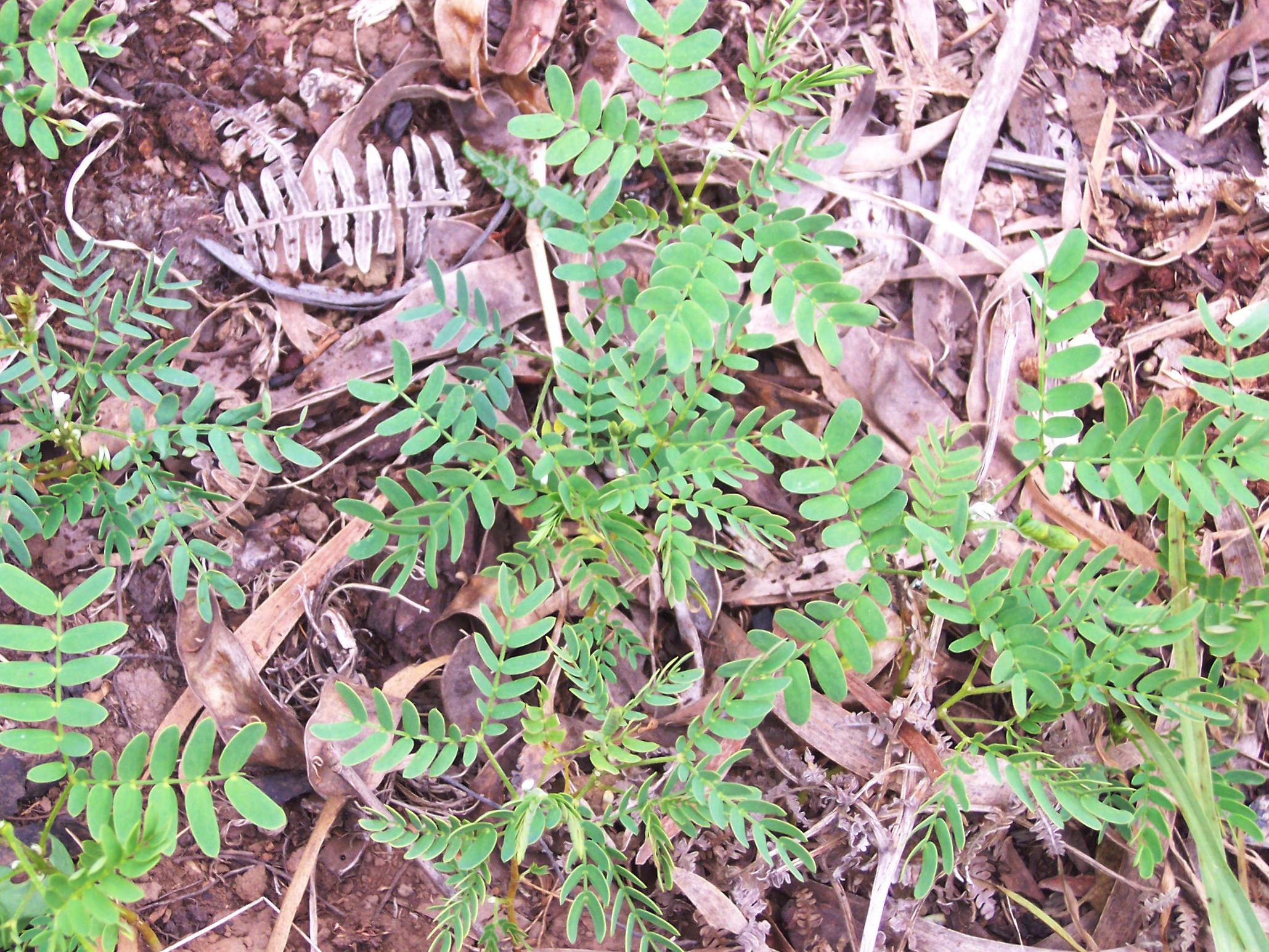
Sämlinge mit gefiederten Laubblättern

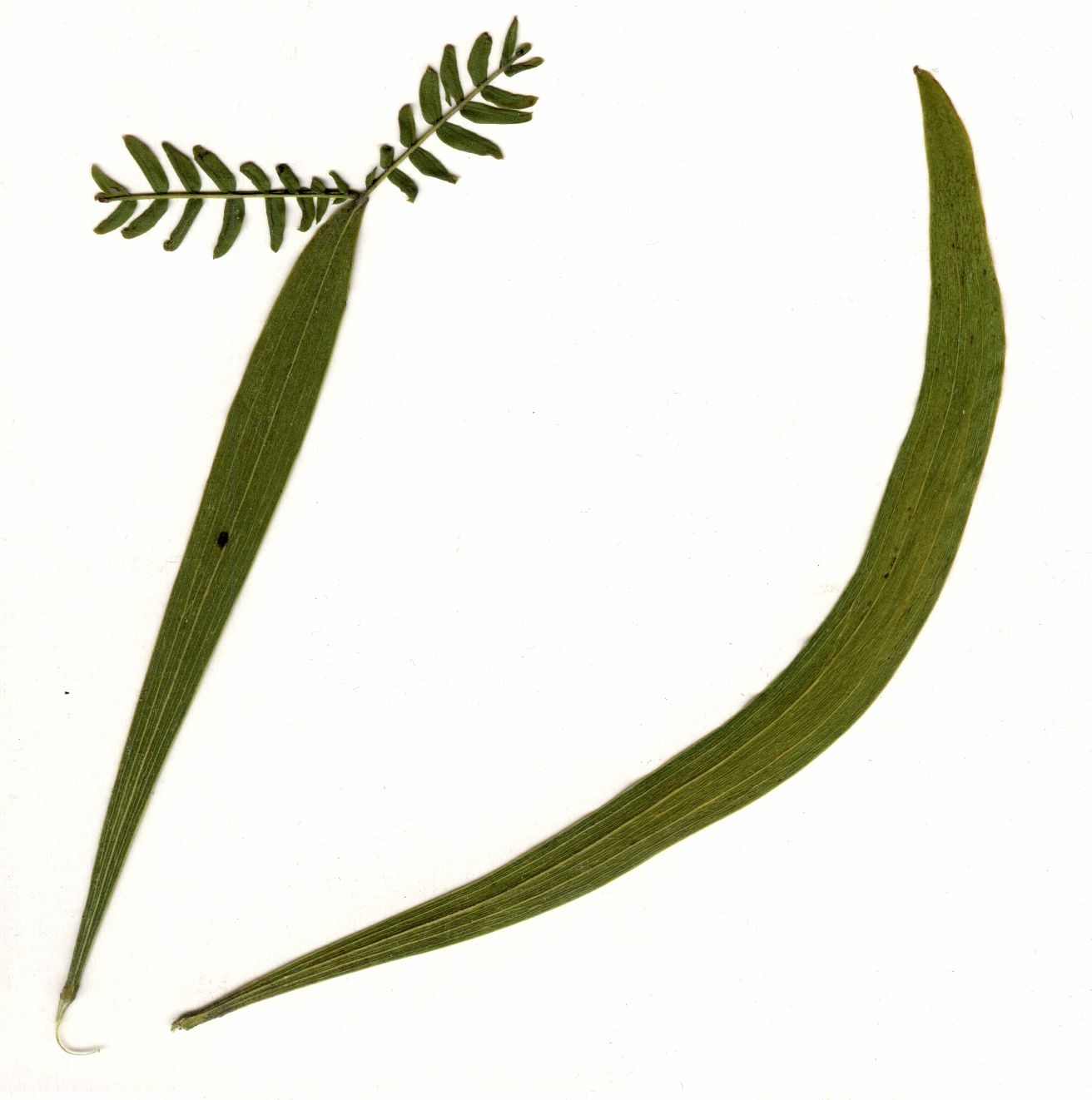
Heterophyllie: links mit gefiederten Abschnitt, rechts gebogenes Phyllodium

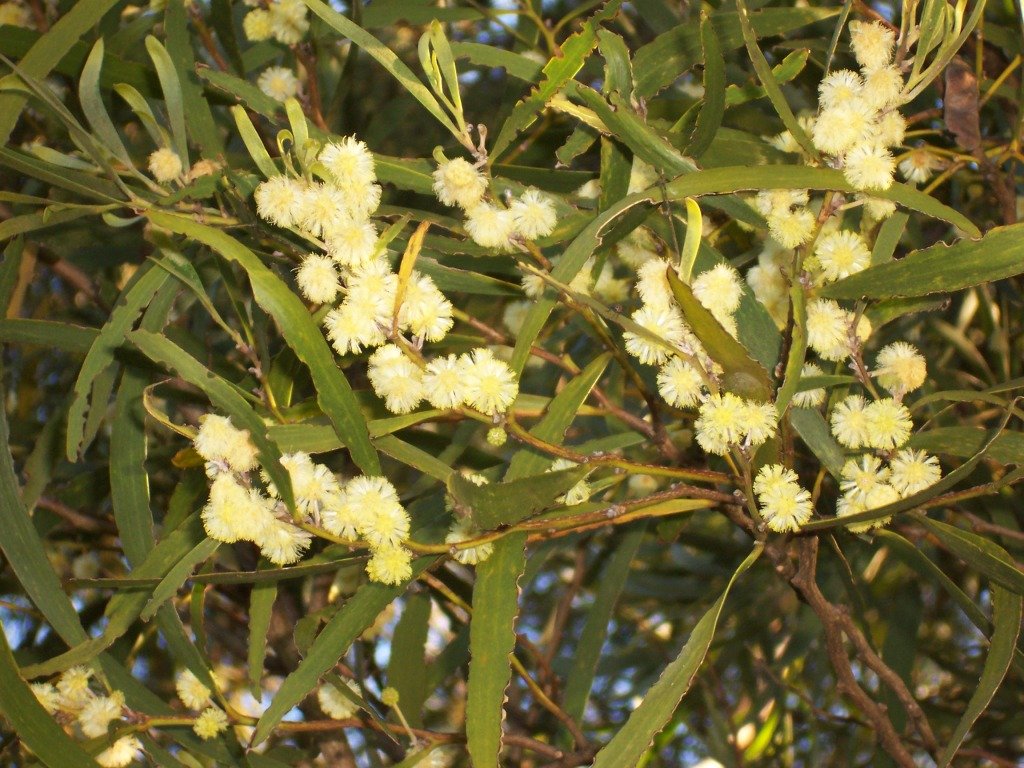
Phyllodien und viele köpfchenförmige Blütenstände

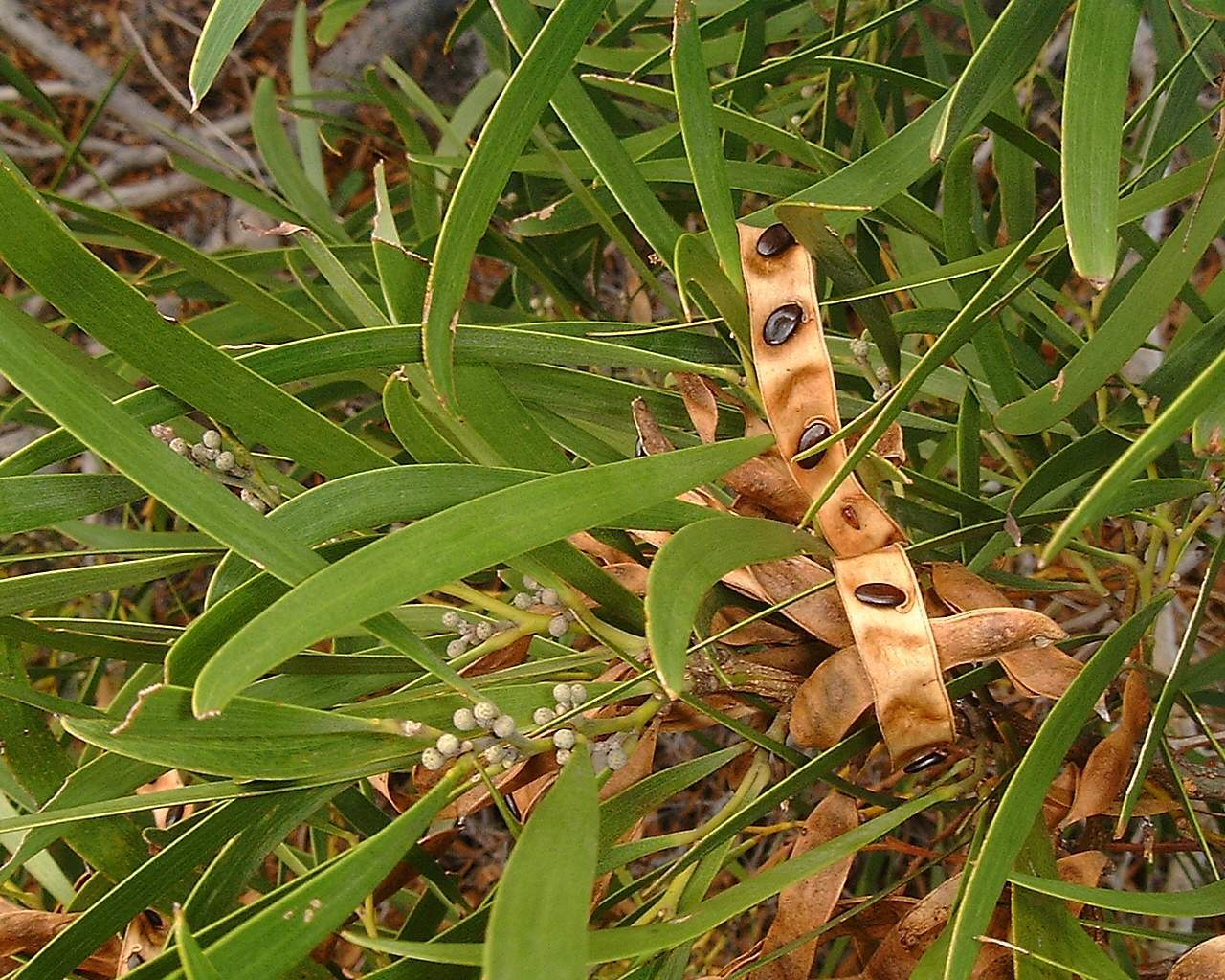
Phyllodien, Hülsenfrüchte und Samen

### Erscheinungsbild und Blatt
Acacia heterophylla wächst als Strauch oder kleiner bis mittelgroßer Baum, der Wuchshöhen von 20, bis zu selten 25 Metern erreicht. Der oft kurze, schiefe Stamm erreicht Durchmesser von bis zu 1,5, selten bis zu 2 Metern. Die Baumkrone ist ausladend.
Es liegt Heterophyllie vor. Bei jungen Exemplaren sind die wechselständigen Laubblätter doppelt gefiederte Blattspreiten mit ein bis fünf Paaren Fiedern erster Ordnung, die jeweils 7 bis 14 Paare 6 bis 10, selten bis 20 Millimeter lange, eiförmig-länglichen Fiederblättchen besitzen. Mittelalte bis erwachsene Exemplare besitzen bei einer Länge von 6 bis 16 Zentimetern und einer Breite von 0,5 bis 1,5, selten bis zu 2 Zentimetern elliptische und gewöhnlich leicht gekrümmte, ledrige Phyllodien mit zahlreichen, in Längsrichtung verlaufenden Nerven.

### Blütenstand und Blüte
An Kurztrieben stehen seitenständig zu mehreren auf 5 bis 10 Millimeter langen Blütenstandsschäften köpfchenförmige Blütenstände, in denen 30 bis 40 Blüten sitzen. Die relativ kleinen, zwittrigen Blüten sind radiärsymmetrisch und fünfzählig mit doppelter Blütenhülle. Der 1 bis 1,5 mm lange becherförmige Kelch endet in fünf winzigen Kelchzähnen. Die fünf blass-gelben, 2 bis 2,5 Millimeter langen Kronblätter sind etwa bis zur Hälfte ihrer Länge verwachsen. Die zahlreichen, freien Staubblätter sind 3,5 bis 4 Millimeter lang. Das einzige sitzende, oberständige, seidig behaarte Fruchtblatt ist ellipsoid. Der etwa 10 Millimeter lange Griffel endet in einer röhrigen Narbe.

### Frucht und Samen
Die kahlen, bei Reife braunen, relativ schmalen und abgeflachten Hülsenfrüchte sind bei einer Länge von 6 bis 11 Zentimetern und einer Breite von 0,5 bis 1 Zentimetern länglich und enthalten fünf bis zehn Samen. Die Samen sind bei einer Länge von 6 bis 7 Millimetern länglich-ellipsoid und seitlich abgeflacht.

### Chromosomensatz
Die Chromosomenzahl beträgt 2n = 52, es liegt Tetraploidie vor.

## Vorkommen
Acacia heterophylla ist auf Réunion endemisch. Ob sie auf Mauritius ursprünglich vorkommt, ist ungewiss. Sie ist in Indien und Madagaskar ein Neophyt.
Acacia heterophylla gedeiht in feuchten Wäldern in Höhenlagen von meist 1000 bis 1800 (800 bis 2500) Metern und kommt lokal häufig vor. Der Jahresniederschlag sollte mindestens 1500 mm betragen und gleichmäßig übers Jahr verteilt sein. Es sollten moderate Temperaturen zwischen 11 und 17 °C herrschen.

## Systematik
Die Erstveröffentlichung erfolgte unter dem Namen (Basionym) Mimosa heterophylla durch Jean-Baptiste de Lamarck. Lamarck's Name ist ungültig veröffentlicht. Die Neukombination zu Acacia heterophylla (Lam.) Willd. wurde durch Carl Ludwig Willdenow veröffentlicht. Synonyme für Acacia heterophylla (Lam.) Willd. sind: Acacia brevipes A.Cunn., Acacia xiphoclada Baker.
Acacia heterophylla Sektion Plurinerves Die von den Maskarenen stammende Acacia heterophylla ist nah verwandt mit den aus Hawaii stammenden tetraploiden (Acacia koa, Acacia koaia sowie Acacia kaoaiensis) und diese sind zusammen am nächsten mit den im östlichen Australien vorkommenden diploiden Arten Acacia melanoxylon sowie Acacia implexa. Die Ausbreitung über das Meer hinweg ist am besten durch frühe menschliche Aktivitäten zu erklären. Nach Vassal (1969) und Pedley (1975) sind sie durch Polyploide aus einer ostaustralischen Art entstanden.

## Verwendung
Das rose-gelbe bis orange-braune Kernholz ist deutlich vom blasseren Splintholz abgegrenzt. Das leicht zu bearbeitende Holz wird sowohl zur Möbeltischlerei als auch als Bauholz, besonders zur Herstellung von Holzschindeln verwendet. In der Vergangenheit wurde das Holz auch im Bootsbau eingesetzt. Es besitzt eine Rohdichte von etwa 600 kg pro Kubikmeter bei einer Holzfeuchte von 12 %. Kleine Äste finden Verwendung als Feuerholz.
Acacia heterophylla wird als Alleebaum verwendet. Für Honigbienen ist sie eine Nektarquelle.

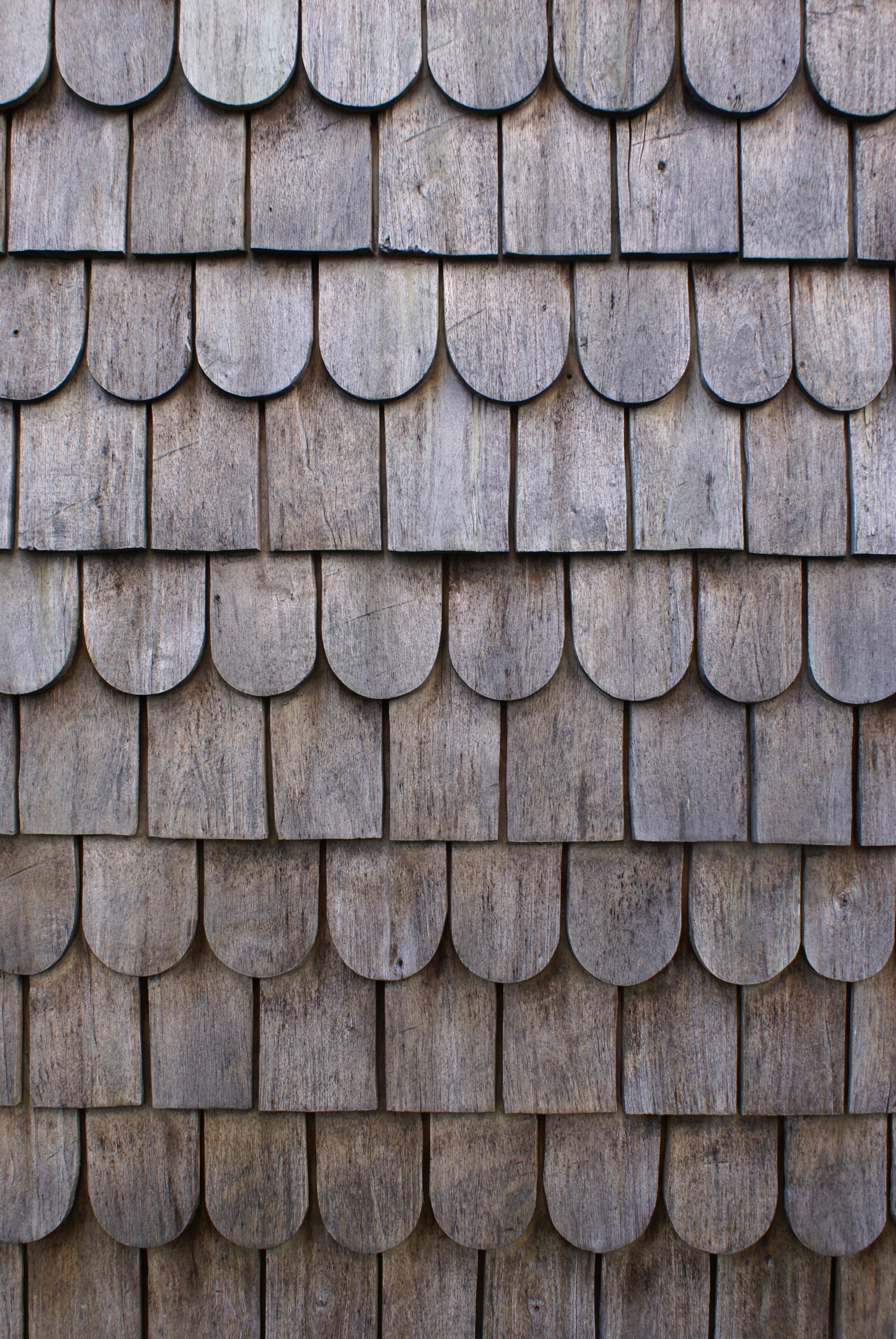
Holzschindel aus „mountain tamarin“
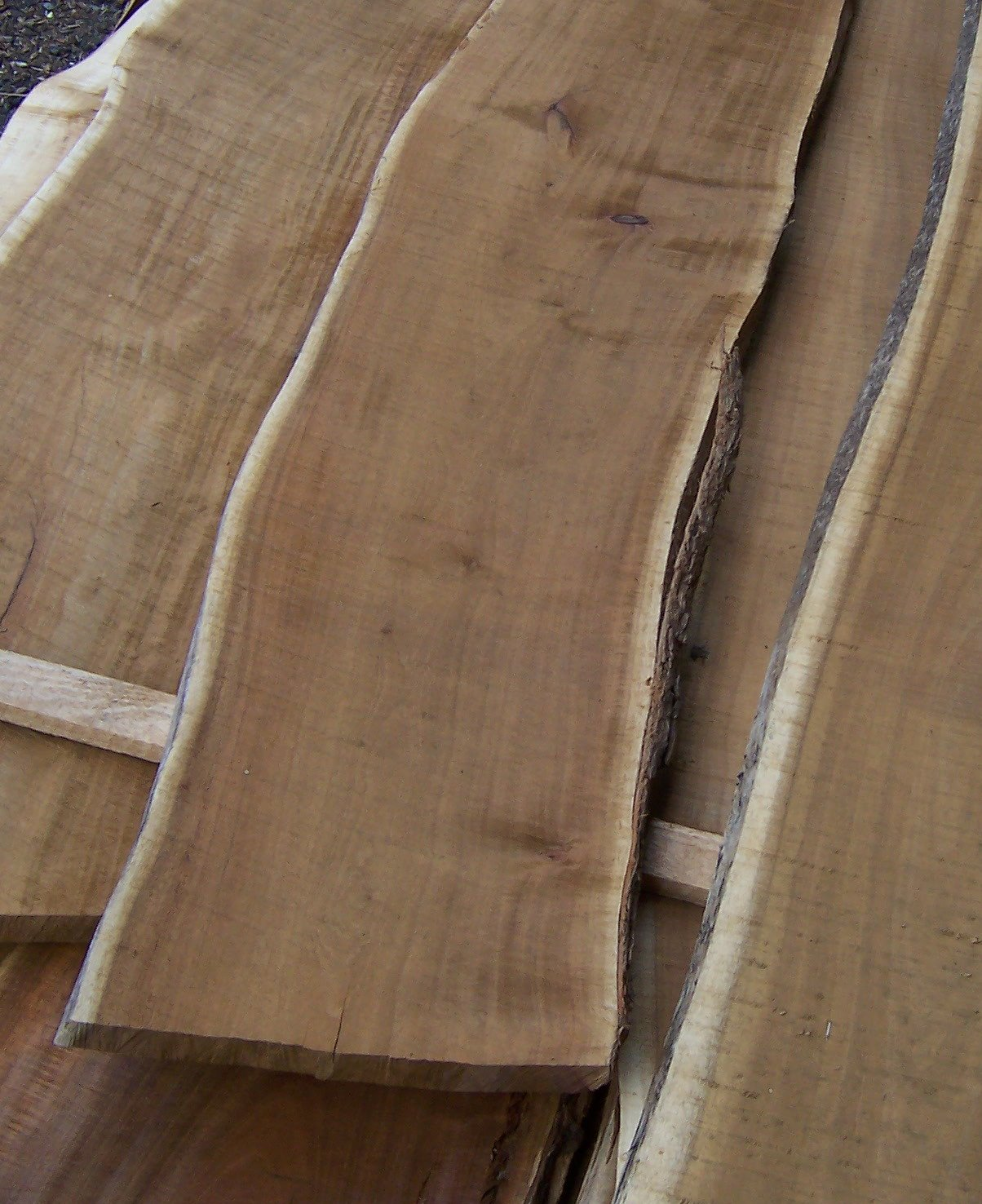
Tischlerbretter
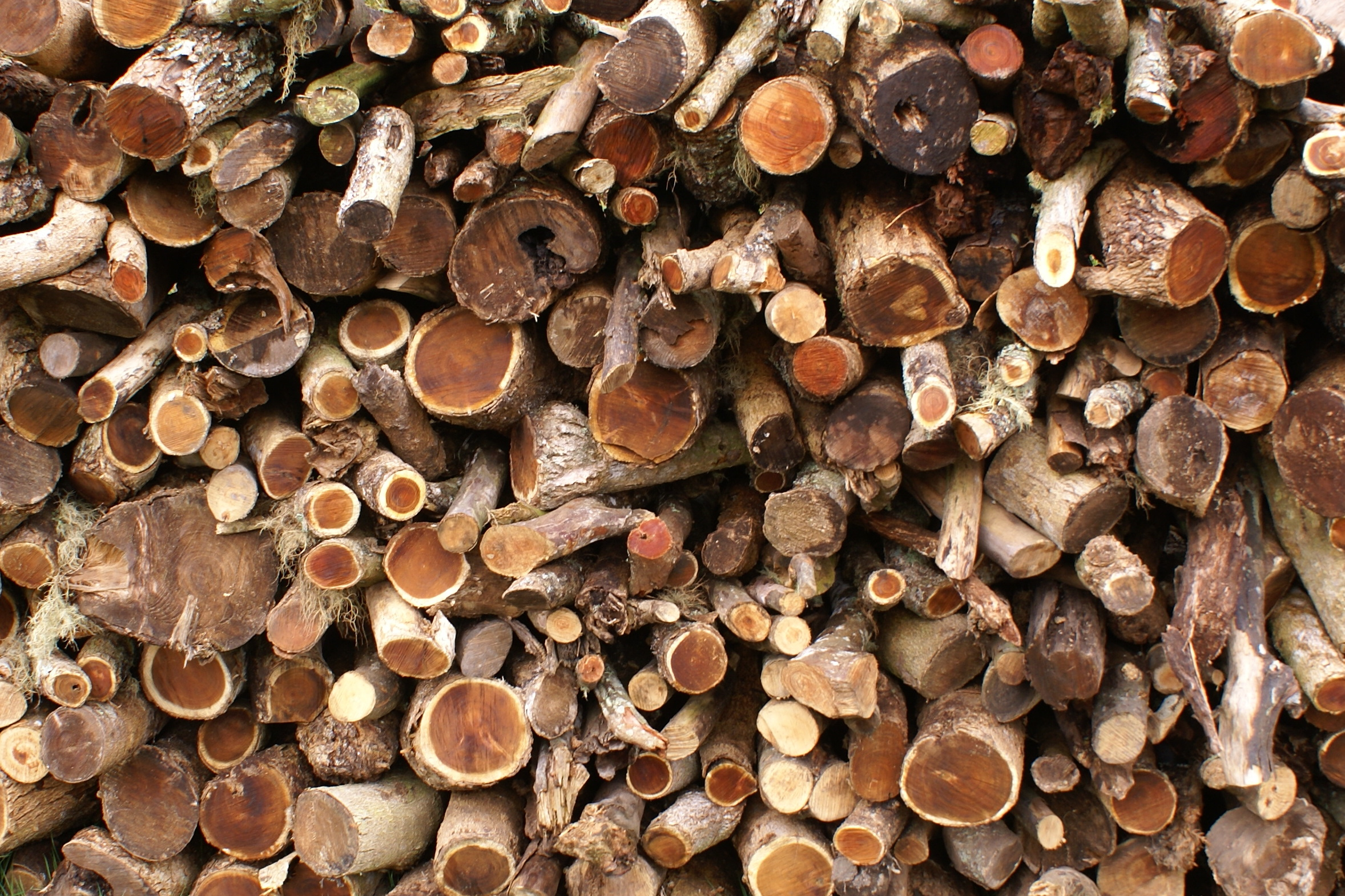
Reste als Feuerholz
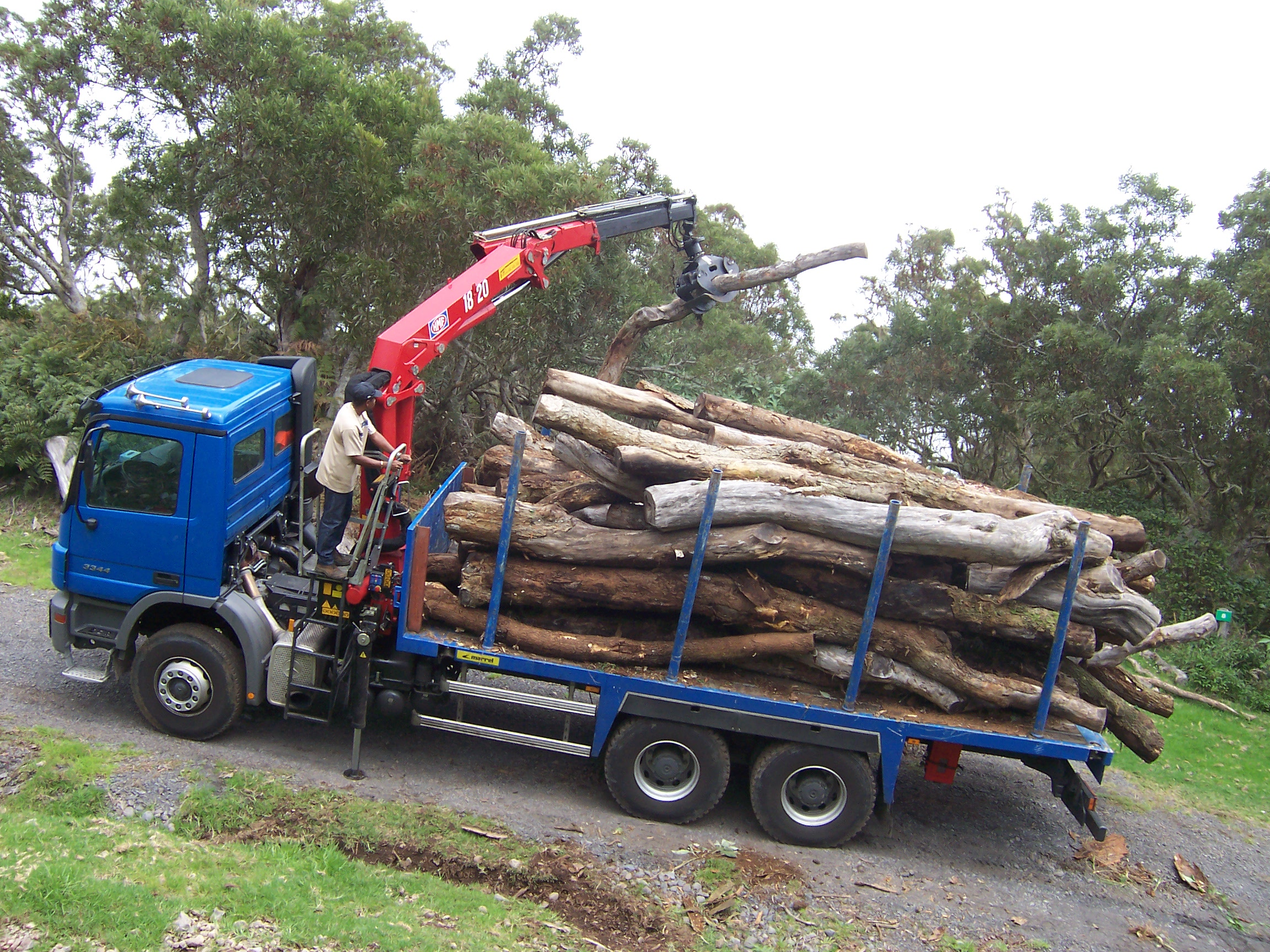
Verladen von Stämmen